# Quinto Mamílio Vítulo
Quinto Mamílio Vítulo (em latim: Quintus Mamilius Vitulus) foi um político da gente Mamília da República Romana eleito cônsul em 262 a.C. com Lúcio Postúmio Megelo. Provavelmente era irmão de Lúcio Mamílio Vítulo, cônsul em 265 a.C..

## Biografia

Teatro de operações da Primeira Guerra Púnica entre 264 e 262 a.C..
Território siracusano
Território cartaginês
1. Desembarque romano e avanço contra os siracusanos em Messana (264 a.C.).
2. Romanos derrotam um exército aliado siracusano e púnico e avançam até Siracusa.
3. Romanos protegem seu flanco tomando Hadranon e cercando Kentoripa.
3. Catânia se rende.
4. Romanos cercam, sem sucesso, Siracusa. Hierão pede a paz e se alia aos romanos (263 a.C.).
5. Romanos tomam Agrigento (262 a.C).
6. Enna e Halaisa se rendem a Roma.

Foi eleito cônsul com Lúcio Postúmio Megelo em 262 a.C., o terceiro ano da Primeira Guerra Púnica. Depois de assumir o cargo no começo de maio, os dois cônsules foram enviados, num espaço de umas poucas semanas, para a Sicília para lidar com a crescente ameaça dos cartagineses, que transformaram a cidade de Agrigento em sua principal base no sul da ilha. É possível que ele tenha liderado uma campanha no oeste da Sicília por um curto período de tempo, mas ambos terminaram seu mandato cercando e tomando a cidade de Agrigento.
Porém, nenhum deles recebeu um triunfo, provavelmente por que Aníbal Giscão, o comandante cartaginês derrotado, conseguiu fugir da cidade com grande parte de suas tropas.